# Землетрясение в префектуре Фукусима (2021)
Землетрясение в Фукусиме (2021) — землетрясение, произошедшее в Японии, в 90 километрах от населенного пункта Намиэ магнитудой 7,3 (ранее сообщалось о 7,1). 1 погибший, 186 раненых, (16 серьёзно).

## История
За день до инцидента, 12 февраля, в Японии также были замечены незначительные землетрясения. В стране объявили угрозу цунами, но затем это предупреждение было отменено. Землетрясение ощущалось в 10 префектурах в северной, северо-восточной и центральной части страны. В момент возникновения землетрясение приближалось к 10-й годовщине гораздо более разрушительного землетрясения 2011 года магнитудой 9,1 примерно в том же месте. За землетрясением последовали многочисленные афтершоки которые продлились несколько часов, причем самым сильным был магнитудой 5,3. По шкале японского метеорологического агентства, принятой в Японии, интенсивность землетрясения оценивалась в 6,5 балла.
Землетрясение произошло 13 февраля 2021 года в 23:08 по японскому стандартному времени. От землетрясения пострадало более 150 человек. В Токио и пригородах нарушилось электроснабжение — без света остались более 950 тысяч домохозяйств. Атомные электростанции, расположенные в близлежащих районах, в результате землетрясения не пострадали, подчеркнули представители правительства Японии. Однако в стране несколько ТЭС все же приостановили свою работу. Сейсмологи предупредили, что в ближайшую неделю в этом же регионе могут произойти повторные мощные толчки.
14 февраля произошло ещё одно землетрясение — магнитудой 5,2. По данным национального метеорологического управления Японии, его очаг залегал на глубине 50 километров.

## Последствия
В результате землетрясения, по заявлению представителя японского правительства, около 950 000 домашних хозяйств остались без электричества в пострадавших районах. Он также сообщил, что две тепловые электростанции в Фукусиме были выведены из строя. Несколько линий скоростных поездов были приостановлены. Люди из десятков семей были эвакуированы в убежища.
Больше всего пострадал город Сома, который находится примерно в 40 километрах к северу от АЭС «Фукусима-1». В городе автомобиль столкнулся с камнепадом, в результате чего водитель получил незначительную травму шеи. 100-метровый участок рыбацкого порта также очень сильно пострадал. Поступали сообщения о пожарах от местных властей. В результате землетрясения некоторые участки дорог были разрушены. Главную автомагистраль в Фукусиме в пригороде города Нихонммацу после землетрясения в Японии заблокировал сошедший крупномасштабный оползень. Оползень, вызванный сильным землетрясением, перекрыл скоростную автомагистраль Джобан.
По меньшей мере 311 школ в префектурах Фукусима и Мияги получили повреждения: треснули стены, полы и разбились окна. Также, в результате разрыв водопроводной трубы, было закрыто 71 школа в обеих префектурах.
Линия Тохоку — Хоккайдо была приостановлена для проведения работ на линиях вверх и вниз между станциями Насусиобара и Мориока по ликвидации повреждений. Сообщается о сильном повреждении виадука и опор инженерных сетей. По примерным оценкам для возобновления работы всех линий потребуется около 10 дней. В ходе проверок стало известно, что между станцией Син-Сиракава в Фукусиме и станцией Фурукава в Мияги виадуки и железнодорожные базы были повреждены в нескольких местах и по меньшей мере 20 опор электроснабжения были сломаны или наклонены.
На АЭС в Фукусиме обнаружили утечку радиоактивной воды. Специалисты TEPCO выяснили, что из-за землетрясения незначительное количество воды вылилось из бассейнов для хранения отработавшего ядерного топлива на различных блоках АЭС «Фукусима-1» и «Фукусима-2». На первом энергоблоке АЭС «Фукусима-2» пролилось около 160 миллилитров воды, а из другого бассейна расплескалось еще 1,4 литра. В фирме заявили, данный инцидент не должен оказать влияния на процесс охлаждения отработавшего топлива. Местные СМИ также сообщили, что на пятом энергоблоке аварийной АЭС «Фукусима-1» вылилось около 600 миллилитров воды, а на шестом — 1,6 литра жидкости. Еще 600 миллилитров не досчитались в общем для двух энергоблоков бассейне. Специалисты уверяют, что пролившаяся вода не представляет опасности для окружающей среды, так как ее объемы слишком малы, а содержание радиоактивных веществ в ней незначительно.

## Реакция японских властей
- При Правительстве Японии начал работу кризисный штаб. Эксперты ведут сбор и анализ всей поступающей информации, связанный с ударом стихии[29][30].
- Премьер-министр Японии Ёсихидэ Суга заявил, что землетрясение не привело к масштабным разрушениям. Он призвал местное население в ближайшее время не покидать свои дома и готовиться к возможным афтершокам после землетрясения[31][32].
- Генеральный секретарь кабинета министров Японии[англ.] Кацунобу Като[англ.] призвал не паниковать местное население[33].
- Японские власти также заявлял, что национальные Силы самообороны будут направлены на помощь в ликвидации последствий подземных толчков, если это потребуется[13].
- На утро 14 февраля было запланировано внеочередное заседание правительства, на котором будет представлен доклад о состоянии пострадавших регионов[34].